# Подольский 55-й пехотный полк

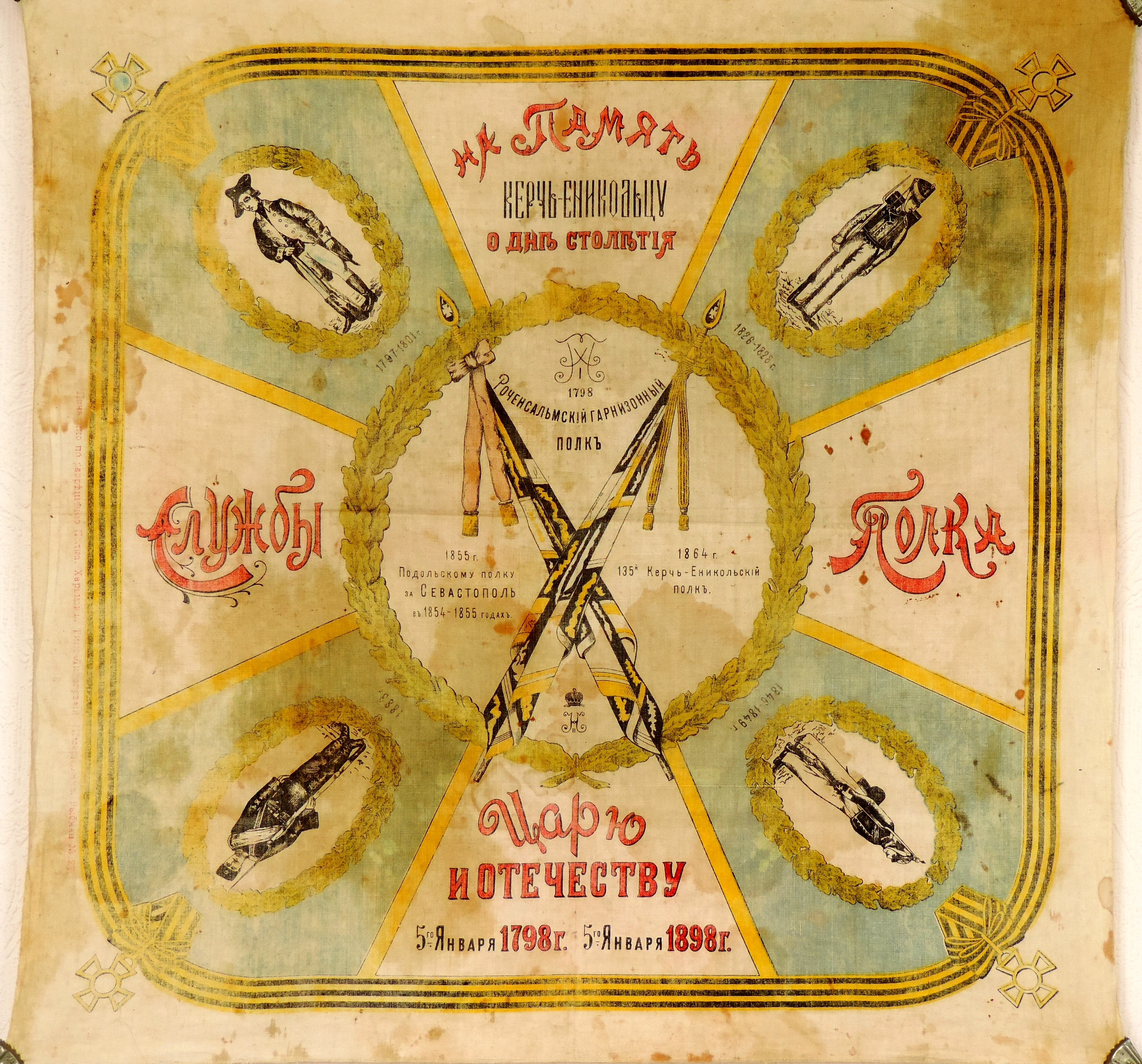
Штандарт к 100-летию полка.

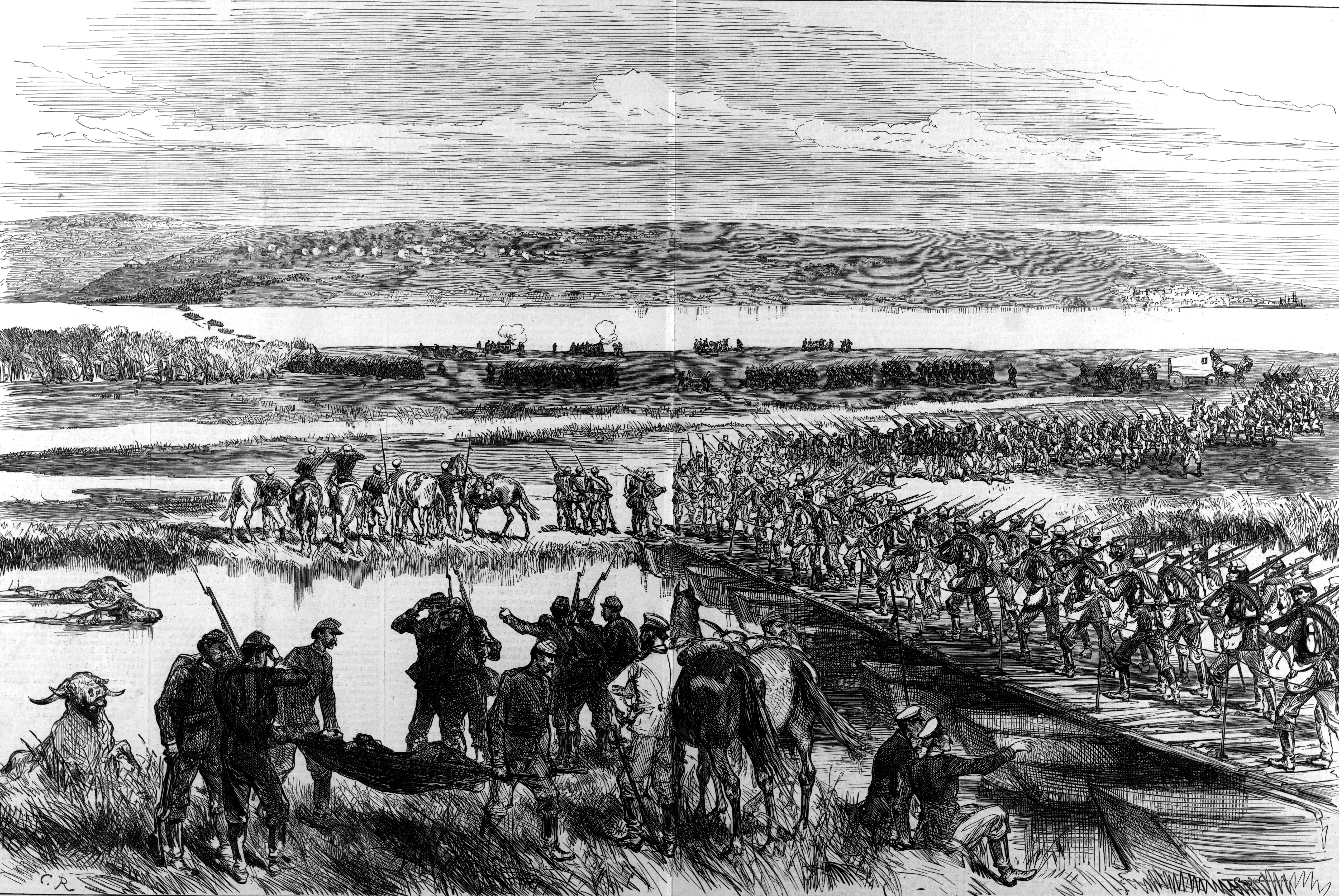
Комбинированная переправа русских войск (в том числе и Подольского полка) через Дунай у Зимницы, Освободительная война, на переднем плане мостовая и слева (по реке) видна паромная.

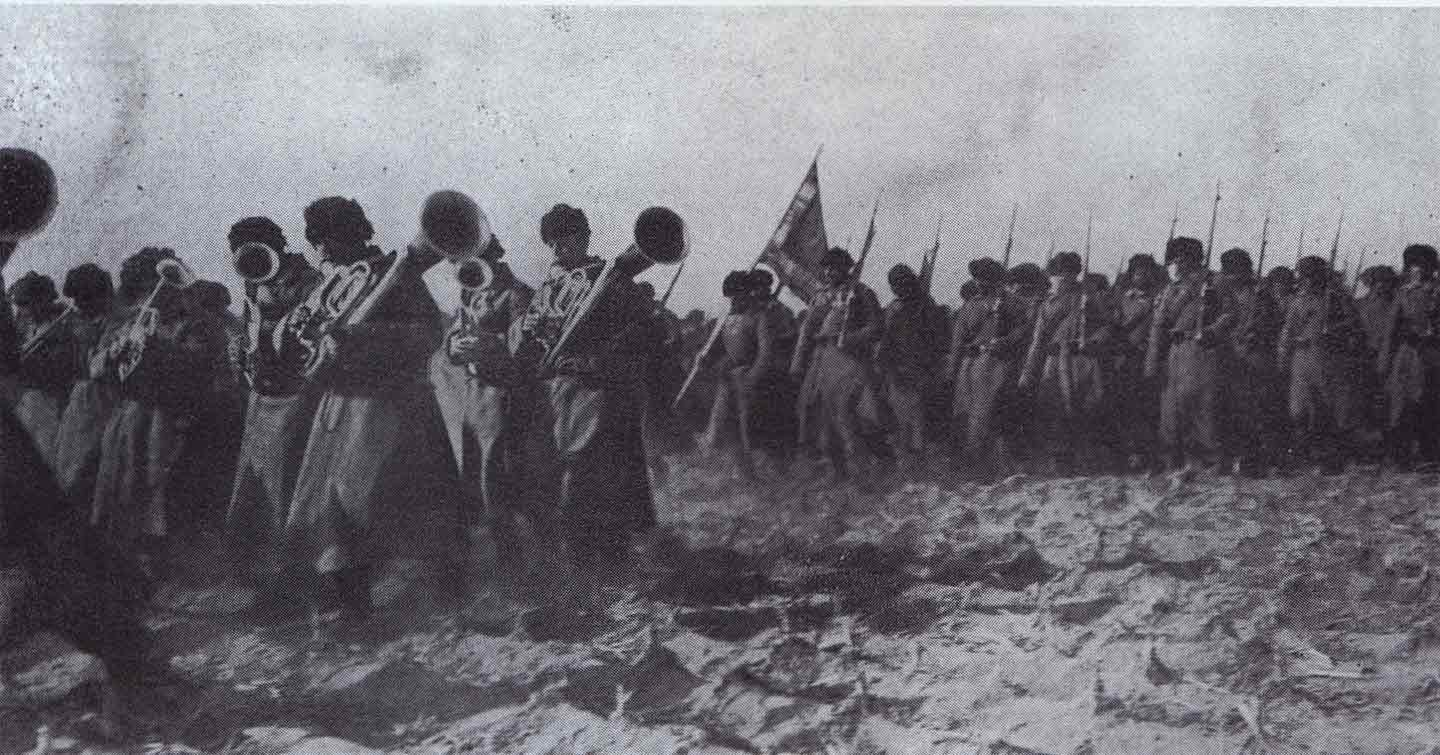
Подольцы под Мукденом, на полях Маньчжурии, Японская война.

55-й пехотный Подольский полк — пехотная воинская часть Русской императорской армии. С 1817 года входил в состав 14-й пехотной дивизии.
- Старшинство — 5 января 1798 года.
- Полковой праздник — 16 августа.

## История полка
С 1803 года в русской армии состоял Подольский мушкетёрский полк, переименованный в 1810 году в 36-й егерский полк.

### Роченсальмский полк
Полк сформирован в Роченсальме 5 января 1798 года из трёх морских батальонов Балтийского гребного флота, в составе двух батальонов, под наименованием Гарнизонного генерал-майора Болотникова полка. 31 марта 1801 года полк был наименован Роченсальмским гарнизонным полком и приведён в состав трёх батальонов.
В 1808 году Роченсальмский гарнизонный полк принял участие в русско-шведской войне, находился при осаде крепости Свартхольм.

### Подольский полк
17 января 1811 года из девяти рот Роченсальмского гарнизонного полка и трёх рот Тверского гарнизонного батальона был сформирован полковником А. Т. Масловым Подольский пехотный полк в составе трёх батальонов.
Во время Отечественной войны 1812 года Подольцы находились сначала в Финляндии, в корпусе генерала Штейнгеля, а после первого сражения у Полоцка присоединились к корпусу графа Витгенштейна и принимали участие в сражениях при Чашниках, у села Храброва и при Смолянах.
С 5 февраля по 10 мая 1813 года Подольский полк находился при осаде Данцига, а затем принял участие в Лейпцигской битве. В 1814 году полк находился при взятии Суассона, Ландресси и в сражениях при Краоне и Лаоне.
При усмирении польского мятежа 1830—1831 годов Подольцы участвовали в сражениях у Добре, при Грохове, у Ольховской рощи, у Дембе-Вельке и при Игане. Во вторую половину кампании Подольский полк участвовал в экспедициях против корпусов Дембинского и Ромарино.
14 февраля 1831 года 3-й батальон полка был отчислен на сформирование Замосцкого пехотного полка, взамен его из Бородинского пехотного полка в Подольский полк поступил новый батальон.
28 января 1833 года Подольский полк, после присоединения 2-го батальона 50-го егерского полка, назван Подольским егерским и приведён в состав четырёх действующих и двух резервных батальонов.
В 1833 году Подольский полк находился в походе в Молдавию и Валахию, входя в состав вспомогательного корпуса, высланного на помощь Турции против египетского хедива.
8 апреля 1841 года Подольский полк прибыл на Кавказ, и расположившись на Лабинской линии, принял участие в нескольких экспедициях против абадзехов и шапсугов. В 1844 году Подольцы были назначены на Левый фланг Кавказской линии и участвовали во взятии аулов Черкей, Цудикар и Тилитль.
20 февраля 1845 года 4-й батальон был отчислен в состав войск Отдельного Кавказского корпуса, 23 февраля в полк поступил батальон из Бородинского полка, однако 16 декабря Подольский полк выделил 4-й (бывший батальон Бородинского полка) и 2-й батальоны на сформирование Самурского пехотного полка. В том же 1845 году Подольский полк принимал участие в Даргинской экспедиции.
По возвращении в Россию в июне 1846 года Подольский полк снова был приведён в четырёхбатальонный состав.
Во время Венгерской войны 1849 года полк участвовал в штурме укреплённой позиции в Темешварском ущелье и крепости Кронштадта.
При начале Восточной войны полк находился при осаде Силистрии.
4 декабря 1853 года из бессрочно-отпускных были сформированы 5-й и 6-й резервные, а 10 марта 1854 года — 7-й и 8-й запасные батальоны. После своего сформирования 5-й и 6-й батальоны находились в Одессе и выдержали 10 апреля 1854 года бомбардировку этого города англо-французским флотом. С 20 апреля 1855 года Подольский полк участвовал в обороне Севастополя, занимая на южной стороне Ростилавский редут и люнет Бутакова. 9 и 10 мая Подольцы прикрывали постройку контрапрошей впереди 5-го бастиона, на Кладбищенской высоте и у Карантинной бухты и выдержали в ночь на 11 мая упорный штыковой бой с французами. Приняв участие в отражении штурмов 26 мая и 6 июня, полк занял 5 июля 5-й бастион и блистательно отразил 27 августа последний штурм французов. За подвиги, оказанные при осаде, 1—4-му батальонам были пожалованы 30 августа 1856 года Георгиевские знамёна.
17 апреля 1856 года, после окончательного упразднения егерских полков, Подольский полк назван пехотным. По окончании Восточной войны 5, 6, 7 и 8-й батальоны были расформированы, 4-й батальон причислен к резервным войскам и полк приведён в состав трёх батальонов с тремя стрелковыми ротами.
В 1863 году Подольский полк принял участие в усмирении польского мятежа в Подольской губернии и находился в стычках с повстанцами. 6 апреля 1863 года из 4-го резервного батальона и бессрочно-отпускных был сформирован двухбатальонный Полоцкий резервный пехотный полк.
25 марта 1864 года Подольский полк получил № 55.

### Русско-турецкая война 1877—1878

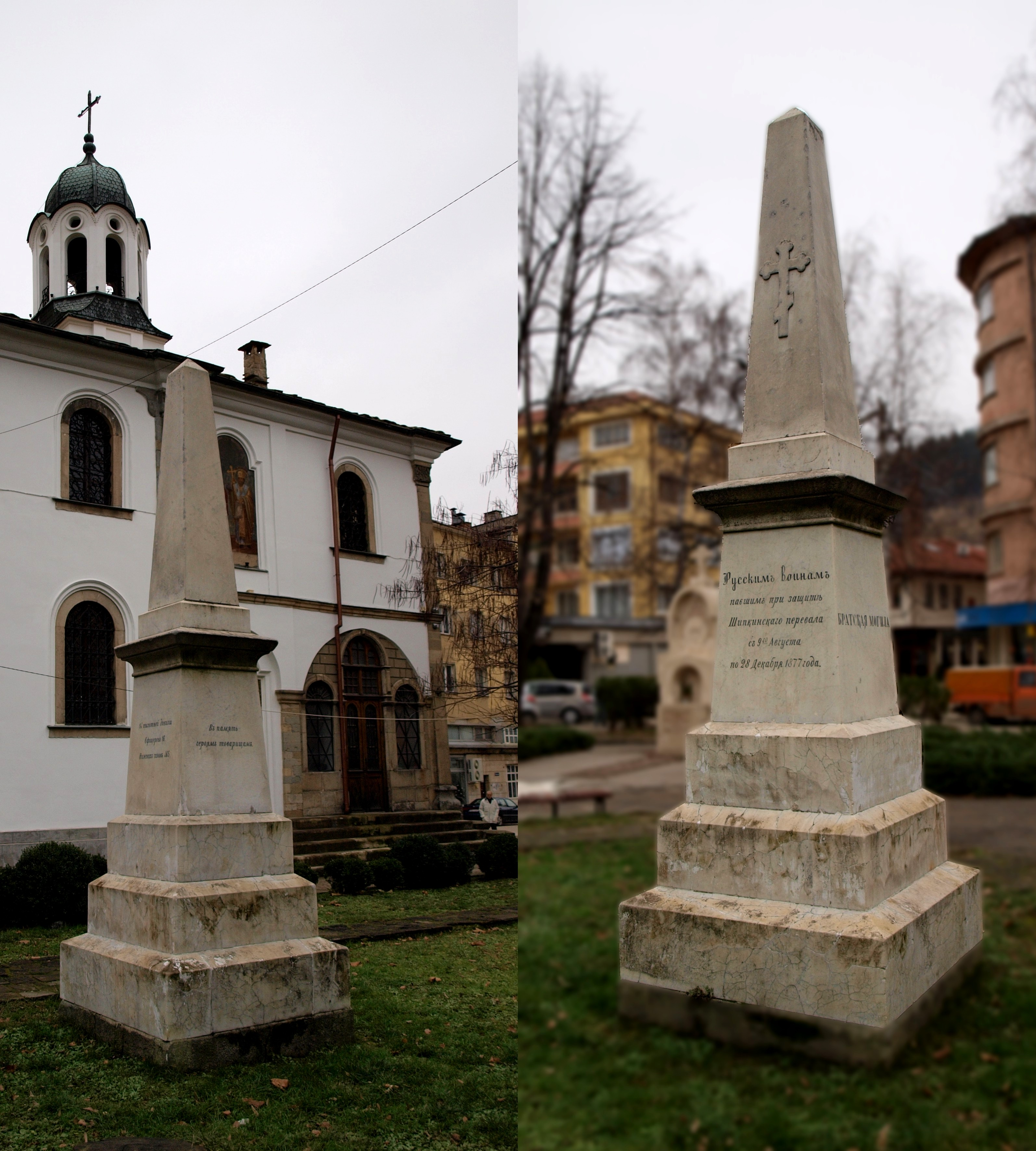
Братская могила 16 офицеров и 465 нижних чинов 14-й пехотной дивизии, возле церкви «Успение Святой Богородицы» в Габрово

В русско-турецкую войну 1877—1878 годов Подольский полк, блистательно совершив 15 июня 1877 года переправу через Дунай у Зимницы, занял после упорного боя Систовские высоты.
12 августа 1877 года Подольцы вошли в состав Шипкинского отряда и, находясь бессменно на позиции, удерживали в течение 5 месяцев перевал через Балканы. 13 августа Подольский полк атаковал неприятеля, занявшего Лесной курган, и штыками выбил турок из траншей Лесной горы. Занимая позиции на горе Св. Николая, Подольцы отбили штурм 5 сентября, а 28 декабря, при разгроме турецкой армии, атаковали позицию турок с фронта и захватили два ряда ложементов. Дальнейшие атаки главного укрепления велись по узкому обледенелому шоссе, шириной в 7 шагов, под убийственным огнём неприятеля и, несмотря на беззаветное мужество всех чинов, успеха не имели. Атаки эти, однако, удержали на фронте позиции 22 табора и поставили турок в безвыходное положение, закончившееся пленением их армии. После кровавого боя 28 декабря в строю полка осталось только 2 офицера и 335 нижних чинов; потери заключались в 18 офицерах и 1140 нижних чинов.
За геройские действия в войну 1877—1878 годов полку были пожалованы 17 апреля 1878 года Георгиевские трубы.

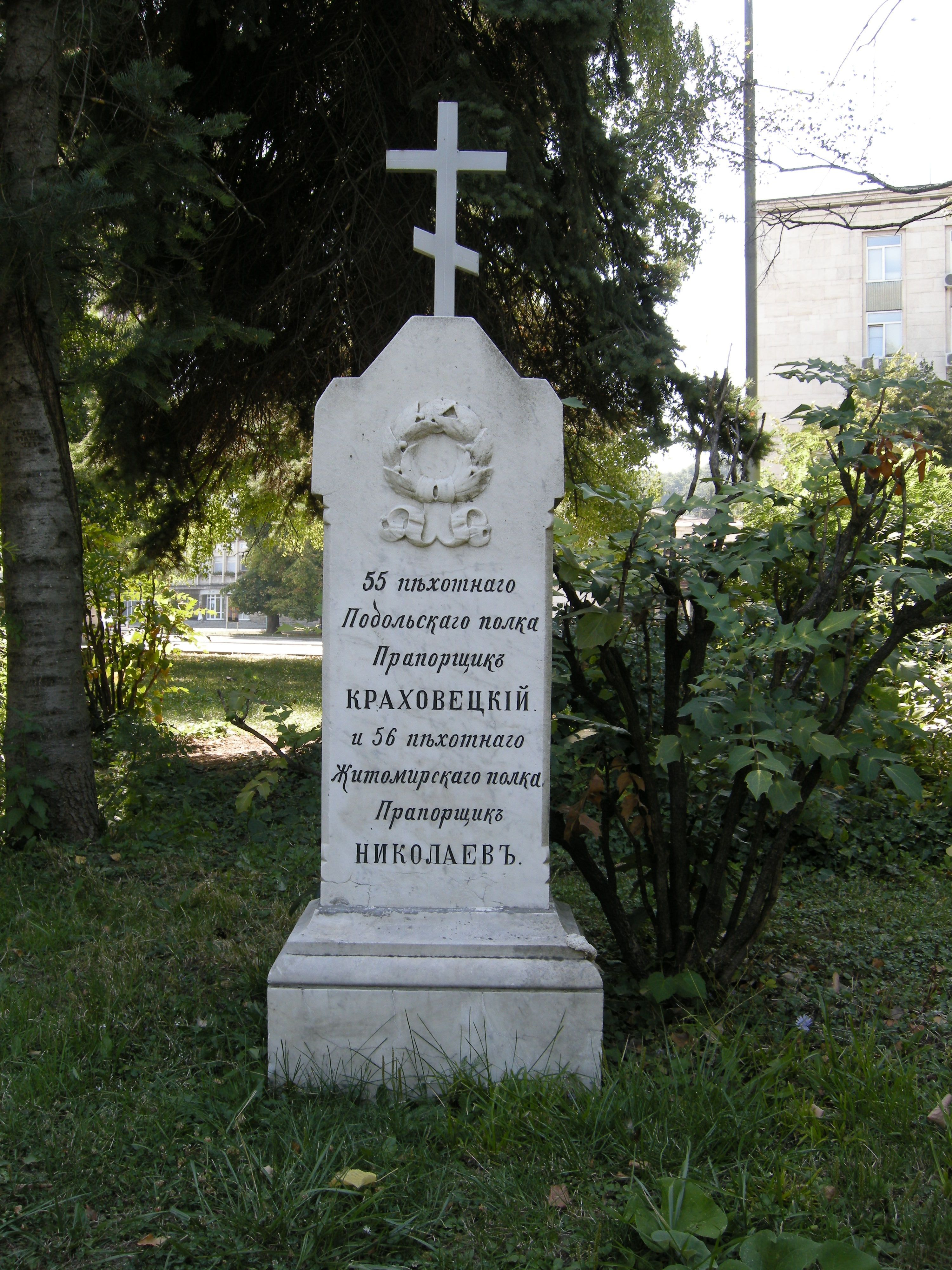
Памятник прапорщикам Краховецкому и Николаеву в Габрово

15 июня 1878 года генерал-адъютант Ф. Ф. Радецкий был назначен шефом полка и его имя присоединено к имени полка. 7 апреля 1879 года был сформирован 4-й батальон.
5 января 1898 года, в день столетнего юбилея, полку было пожаловано новое Георгиевское знамя. Нижним чинам жаловался памятный штандарт, с надписью «На память керчь-еникольцу о дне столетия службы полка Царю и ОТЕЧЕСТВУ 5-го Января 1798 г. 5-го Января1898 г.»

### Русско-японская война
Во время русско-японской войны Подольский полк был назначен в состав 2-й Манчжурской армии и в ноябре 1904 года занял передовые позиции на реке Шахэ. С 12 по 15 января полк принимал участие в боях у Сандепу, причём 12 января 1905 года им были взяты с боя деревни Чжантань-хенань, Вандиопа и Чанитао. На следующий день Подольцы атаковали северную часть Сандепу и, несмотря на сильнейший огонь противника, ворвались в эту деревню, заняв западную окраину.
С 16 по 25 февраля Подольский полк принимал участие в Мукденских боях. 25 февраля, находясь в арьергарде генерала Ганенфельда, Подольский полк доблестно вёл неравный бой с наседавшим на него со всех сторон противником; к вечеру большая часть офицеров и нижних чинов была переранена, но остатки полка, расстреляв патроны, продолжали вести бой, пробиваясь штыками на север. Три раза остатки полка ходили ночью в атаку и только к рассвету 26 февраля, окружённые со всех сторон неприятелем, были взяты в плен мелкими частями. Из всего полка прибыли в Телин только две роты, бывшие в прикрытии 41-й артиллерийской бригады, и конно-охотничья команда, высланная заранее на север со знаменем. К 26 февраля полк потерял своего командира, полковника Васильева, 5 офицеров и 618 нижних чинов убитыми, 17 офицеров и 1200 нижних чинов пленными, в числе которых было 6 офицеров и 715 нижних чинов ранеными.
В первых числах марта из оставшихся двух рот, с добавлением прибывших на укомплектование офицеров и нижних чинов, было сформировано ещё 14 рот.

### Памятник славы 55-го пехотного Подольского полка
Памятник был открыт 26 августа (8 сентября) 1912 года в Бендерах, в день столетия Бородинского сражения, в память о павших в Отечественную войну 1812 года воинах 55-го пехотного Подольского полка. Первоначально располагался примерно в 25 саженях к северу от Александро-Невской церкви, в центре небольшого сквера. В первой половине 1960-х годов памятник славы 55-го пехотного Подольского полка вынесли за пределы крепости и установили обращённым к её валам на улице Энгельса (ныне – Панина), где он располагается по сей день.

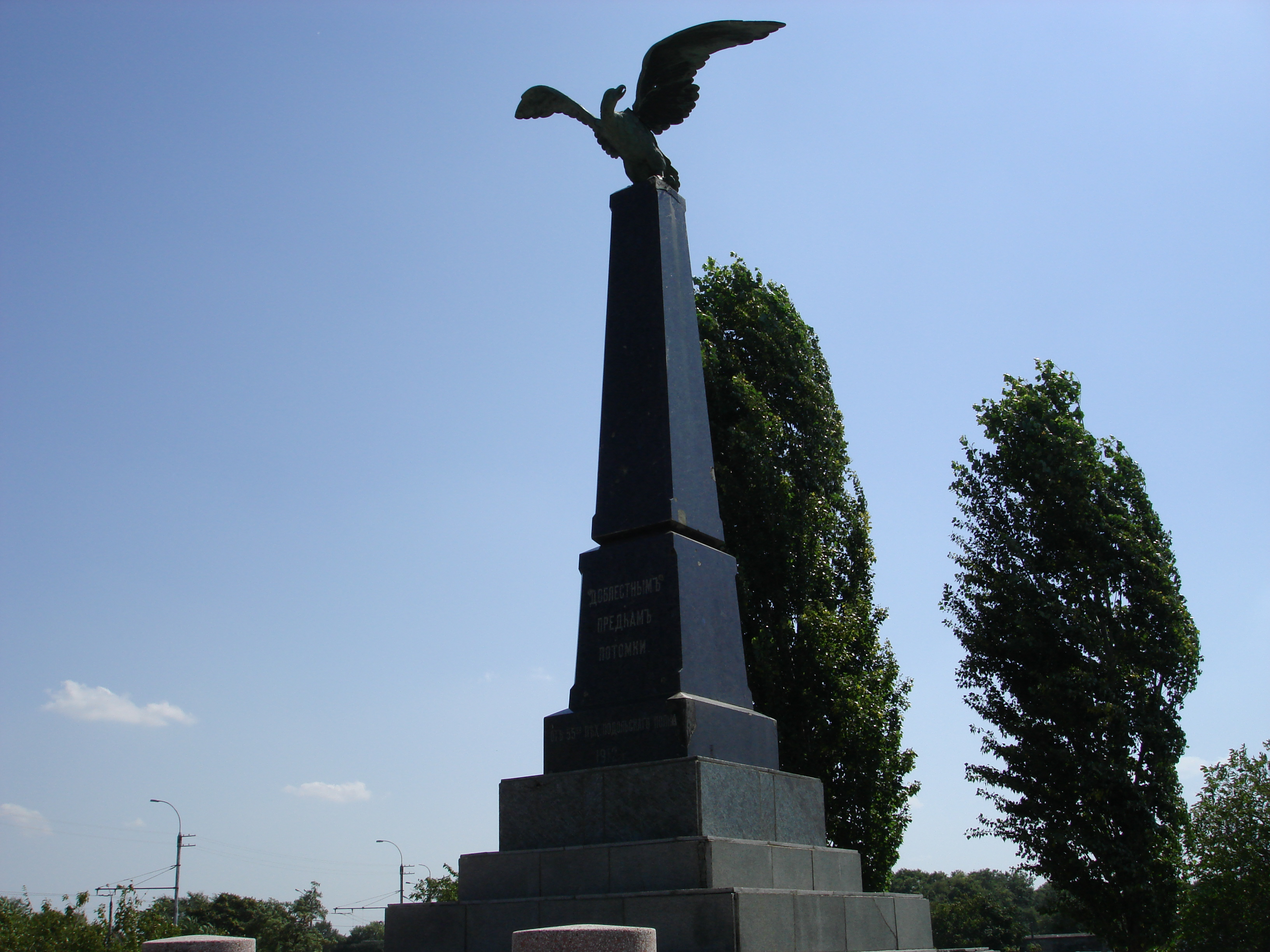
Памятник Русской Славы «Орёл», воздвигнутый в 1912 году на средства солдат и офицеров 55-го пехотного Подольского полка в Бендерах

### Первая мировая война
В августе 1914 года, с началом Первой мировой войны, полк, в составе 14-й пехотной дивизии, 8-й армии, под командованием генерала от кавалерии А. А. Корнилова принял участие в Галич-Львовской операции в результате которой под напором русских войск, австро-венгры были вынуждены отступить. В 1915 году подольцы вели упорные бои в Галиции и Польше, непосредственно у города Перемышля. В марте 1916 года полк принял участие в Брусиловском прорыве. Вначале он действовал в направлении Луцкого прорыва — вёл бои в районе Терешов, Корыто и Острожец.

#### Февральская революция
Февральскую революции 1917 года полк встретил в Венгрии. В полку среди нижних чинов и офицеров начались брожения. 5 апреля 1917 года в полку был избран первый офицерский комитет. 27 апреля полк принял решение отпраздновать 1 мая, как «Праздник Свободы». 9 июня 1917 года полковой комитет рассмотрел вопрос о раздаче подарков, присланных полку из города Бендеры. В частности было прислано : 25 пудов сала, 30 пудов мыла, 1 ящик спичек. Протокол подписал председатель полкового комитета штабс-капитан Баранов (ЦГ ВИА СССР, Ф.ВУА ед. хр.2669, оп.2, д.3, л.31 и 93). В середине 1917 года полк в составе 14-й дивизии, 8-го корпуса, 4-й армии Румынского фронта продолжал дислоцироваться в Венгрии. Полковой комитет принял решение запретить распространение среди личного состава полка газет большевистского (ленинского) толка.

### После захвата власти большевиками
Октябрьскую революцию 1917 года полк встретил негативно. «Полковой комитет, ротные командиры и командный состав Подольского полка единогласно постановил поддержать Общеармейский комитет… и высказывает недоверие кучке узурпаторов вместе с Лениным и Троцким во главе». В декабре 1917 года Подольский полк был выведен из румынского села Диордио-Талдиешь в румынское село Быстрогара. В полку резко упала дисциплина, появились первые дезертиры. Румынские войска начали захватывать вооружение и имущество деморализованной Русской армии. На 1 января 1918 года хозчасть Подольского полка не смогла выплатить полевые порционы и жалованье личному составу. 9 января 1918 года Подольский полк в составе 14-й дивизии начал отход из Румынии в Бессарабию. Последний документ полевой канцелярии полка датирован 18 февраля 1918 года. О том, что полк в 1917 году организовано перешёл на сторону большевиков, архивных документов не обнаружено.

## Знаки отличия полка
- Георгиевское знамя с надписью «За Севастополь в 1854 и 1855 г.г.» и «1798—1898», с Александровской юбилейной лентой.
- Георгиевские трубы с надписью «За переправу через Дунай у Зимницы 15 июня и за Шипку 1877 г.».

## Знаки различия
| Описание     | Знаки различия по состоянию на 1904—1907 гг. | Знаки различия по состоянию на 1904—1907 гг. | Знаки различия по состоянию на 1904—1907 гг. | Знаки различия по состоянию на 1904—1907 гг. | Знаки различия по состоянию на 1904—1907 гг. | Знаки различия по состоянию на 1904—1907 гг. | Знаки различия по состоянию на 1904—1907 гг. | Знаки различия по состоянию на 1904—1907 гг.               |
| ------------ | -------------------------------------------- | -------------------------------------------- | -------------------------------------------- | -------------------------------------------- | -------------------------------------------- | -------------------------------------------- | -------------------------------------------- | ---------------------------------------------------------- |
| Погоны       |                                              |                                              |                                              |                                              |                                              |                                              |                                              |                                                            |
| Классный чин | Полковник                                    | Подполко́вник                                 | Капитан                                      | Штабс-капитан                                | Пору́чик                                      | Подпору́чик                                   | Прапорщик                                    | Зауряд-прапорщик (произведённый из старших унтер-офицеров) |
| Группа       | Штаб-офицеры                                 | Штаб-офицеры                                 | Обер-офицеры                                 | Обер-офицеры                                 | Обер-офицеры                                 | Обер-офицеры                                 | Обер-офицеры                                 | Обер-офицеры                                               |

## Церковь полка
Походная церковь полка называлась Спаса Нерукотворного. Собственного стационарного храма полк не имел, пока не прибыл на место постоянной дислокации в Бендеры. В 1889 году, по инициативе командира полка, по ул. Софиевской (ныне Дзержинского) началось строительство такого храма, которое было окончено в 1899 году. Из статистического описания церквей по военному ведомству по городу Бендеры известно, что «церковь 55-го пехотного Подольского полка в честь Нерукотворного Образа Христа Спасителя зданием каменная, в виде креста, вместимостью на 500 человек. Сооружена в 1899 году на частные пожертвования (около 35 тысячи рублей). Святой престол церкви именуется во славу благоверного великого князя Александра Невского».

## Шефыполка

### Роченсальмский гарнизонный полк
- 02.01.1798 — 04.03.1800 — генерал-майор (с 20.03.1799 генерал-лейтенант) Болотников, Алексей Ульянович
- 03.07.1801 — 29.12.1801 — генерал-лейтенант Болотников, Алексей Ульянович
- 29.12.1801 — 04.09.1805 — генерал-майор Сутгоф, Иван Ефимович
- 04.09.1805 — 23.11.1809 — генерал-майор Гавро, Константин Павлович
- 23.11.1809 — 17.01.1811 — полковник Зайцев, Александр Афанасьевич

### Подольский полк
- 17.01.1811 — 01.09.1814 — полковник (с 27.05.1813 генерал-майор) Маслов, Андрей Тимофеевич
- 15.06.1878 — 12.01.1890 — генерал-адъютант генерал от инфантерии Радецкий, Фёдор Фёдорович

## Командиры полка

### Роченсальмский гарнизонный полк
- 05.01.1798 — 09.04.1798 — полковник Демидов, Алексей Иванович
- 02.07.1798 — 23.11.1798 — полковник фон Бушен, Николай Михайлович
- 27.03.1799 — 04.03.1800 — полковник Фролов, Яков Евстигнеевич
- 03.07.1801 — 22.04.1802 — полковник Фролов, Яков Евстигнеевич
- 01.07.1802 — 07.10.1802 — подполковник Тромбаро, Виктор Антонович
- 04.11.1802 — 26.05.1807 — подполковник Карг, Вилим Петрович

### Подольский полк
- 02.04.1811 — 10.03.1813 — майор (с 27.04.1812 подполковник) Менделеев, Моисей Кондратьевич (фактически до ноября 1812)
- 01.11.1812 — xx.05.1815 — майор Строльман
- 01.01.1816 — 30.08.1824 — полковник Жерве, Карл Леонтьевич
- 30.10.1824 — 06.12.1827 — полковник Бриземан фон Неттинг, Антон Карлович
- 06.12.1827 — 06.12.1831 — полковник Максимов, Трофим Никитич
- 05.08.1833 — 03.03.1835 — полковник Сахновский, Николай Никитич
- 28.09.1838 — 31.12.1844 — полковник (с 08.09.1843 генерал-майор) Потапчин, Владимир Алексеевич
- 31.12.1844 — 29.06.1845[7] — полковник Бублик, Аким Петрович
- 29.06.1845 — 11.08.1845 — майор Пороховников, Семён Петрович
- 20.11.1845 — 30.06.1855 — подполковник (с 18.10.1847 полковник) Ловчев, Иван Иванович
  - 11.03.1855 — 26.06.1855 — командующий подполковник Ковальковский, Леопольд Павлович
- 30.06.1855 — 20.07.1859[8] — полковник Аленников, Алексей Ильич
- 23.07.1859 — 26.06.1860 — полковник Трике, Иван Иванович
- 26.06.1860 — 13.08.1864 — полковник Кузьмин, Илья Александрович
- 13.08.1864 — 04.10.1867 — полковник Будогосский, Константин Фаддеевич
- 16.10.1867 — xx.xx.1867 — полковник Эммануель, Александр Егорович
- xx.xx.1867 — 10.12.1873 — полковник Попов, Алексей Ефимович
- 10.12.1873 — 25.11.1877[9] — полковник Духонин, Михаил Лаврентьевич
- 14.02.1878 — 10.08.1878 — полковник (с 22.07.1878 генерал-майор) Генгросс, Алексей Александрович
- 10.08.1878 — хх.хх.1879 — полковник Альбрехт, Иван Фёдорович
- 28.03.1879 — 20.03.1887 — полковник Шавров, Троадий Васильевич
- 29.03.1887 — 09.02.1888 — полковник Соловьёв, Владимир Феопемтович
- 14.02.1888 — 04.12.1888 — полковник Резвый, Дмитрий Модестович
- 07.12.1888 — 26.02.1894 — полковник Яновский, Александр Васильевич
- 03.03.1894 — 13.05.1898 — полковник Сенницкий, Викентий Викентьевич
- 28.05.1898 — 28.06.1899 — полковник Смирнов, Константин Николаевич
- 10.07.1899 — 16.07.1903 — полковник Чутовский, Иван Кирьякович
- 16.08.1903 — 14.02.1904 — полковник Бобровский, Владимир Павлович
- 07.03.1904 — 05.05.1905 — полковник Васильев, Александр Николаевич[10]
- 05.05.1905 — 14.07.1910 — полковник Трегубов, Евгений Эммануилович
- 10.08.1910 — 13.05.1914 — полковник Яновский, Николай Кириллович
- 13.05.1914 — 13.11.1914 — полковник Карташев, Александр Иванович[11]
- 13.11.1914 — 02.01.1915 — полковник Шокоров, Владимир Николаевич
- 08.03.1915 — 12.08.1915 — полковник Григорович, Андрей Каллистратович
- 12.08.1915 — 13.03.1917 — полковник Зеленецкий, Николай Александрович
- 31.03.1917 — после 18.09.1917 — полковник Гепецкий, Александр Александрович
- xx.10.1917 — 11.1917 — выборный командир ( штабс-капитан, полковник ?) Парфелюк, Исай Константинович[12]
- 11.1917 — 1918 — выборный командир поручик Азарх, Исаак Хононович[13]

## Офицеры полка
- Борзяков, Сергей Фёдорович — полковник (последняя четверть XIX — до революции).[14]
- Деревенко, Владимир Николаевич — полковой лекарь во время Русско-японской войны.
- Жолтенко, Владимир Семёнович — русский военачальник, генерал-майор, участник китайской кампании 1900—1901, русско-японской и первой мировой войн, гражданской войны в России, белоэмигрант.
- Тулубьев Александр Никанорович — полковник (последняя четверть XIX — до революции).

## Известные люди, служившие в полку
- капельмейстер Исаак Исаевич Чернецкий.
- прапорщик Лещенко, Пётр Константинович, российский и румынский эстрадный певец, служил в 1917 году.

## Комментарии
1. ↑  В момент поступления в нее Подольского полка именовалась 28-й пехотной.